# Yves Chevallard
Yves Chevallard est un didacticien des mathématiques français né le 1er mai 1946 à Tunis. Il est considéré comme l'une des figures emblématiques de la didactique des mathématiques française[Par qui ?] au même titre que Guy Brousseau, Gérard Vergnaud et Michèle Artigue.
Ancien élève du lycée Thiers et de l'École normale supérieure, il passe l'agrégation en 1970 et devient professeur de mathématiques dans son ancien lycée. Il travaille parallèlement à l'IREM où il rencontre Guy Brousseau en 1976. Il est désormais professeur émérite de l'université d'Aix-Marseille. Yves Chevallard a notamment montré combien l'analyse des savoirs mathématiques doit aller de pair avec l'étude des pratiques institutionnelles où ces savoirs sont créés. Il prend actuellement position pour l'existence d'une didactique unie divisée en spécialités, à la façon des autres sciences, en opposition à la coexistence de différentes didactiques comme sciences totalement indépendantes. Il considère par ailleurs que le phénomène didactique est, bien que nécessaire pour la survie de l'espèce et de la société, rejeté de la mémoire les individus se refusant à se souvenir de leurs apprentissages.

## La transposition didactique
Yves Chevallard est connu pour ses apports, dans les années 1980, à la théorie de la transposition didactique, cette théorie permet d'étudier les relations entre les différentes formes de savoir, le savoir de référence, le savoir à enseigner, le savoir enseigné et le savoir appris. Le concept de transposition didactique est un emprunt fait au sociologue Michel Verret qui l'a introduit dans son ouvrage Le Temps de l'étude. Elle a pour vocation de briser l'implicite faisant des savoirs enseignés et appris de simples copies des savoirs produits par les disciplines de référence. Bien que prenant son origine dans la didactique des mathématiques, la théorie de la transposition didactique s'est rapidement transposée dans les autres didactiques disciplinaires. L'objet de savoir peut être une connaissance théorique comme une pratique sociale, en fonction de ce que l'on regarde. Dans le cadre de la théorie anthropologique du didactique on parle de complexe de praxéologie.

## La théorie anthropologique du didactique
Il est, par ailleurs, à l'origine de la théorie anthropologique du didactique qui continue dans la lignée de transposition didactique en replaçant le savoir scolaire dans ses relations avec les autres formes de savoirs et la société. La théorie anthropologique du didactique considère que le rôle de la didactique est d'étudier le didactique qui se trouve présent à chaque fois qu'un individu y fait quelque chose pour qu'un individu x apprenne un objet de savoir particulier. Un système didactique se met en place autour de l'étude d'une question, il s'agit alors de lui apporter une réponse que le nomme œuvre. Cependant au fil du vieillissement normal des systèmes didactiques, la question est perdue de vue et la réponse reste comme sa seule raison d'être.  
Plus particulièrement elle étudie la diffusion dans la société des complexes de praxéologies ou de leur partie. En effet la théorie anthropologique du didactique considère que toute action humaine peut être définie dans le cadre d'une praxéologie. En effet il s'agit de technique répondant à des tâches. Ces techniques se trouvant justifiées sur deux niveaux, la technologie (littéralement discours sur la technique) ainsi que la théorie. Le bloc constitué par la tâche et la technique se nomme alors bloc de la pratique alors que le bloc constitué par la technologie et la théorie se nomme bloc du logos. Chaque institution possède pour chaque tâche une praxéologie qui lui est propre. Les individus montrent à travers leurs pratiques leurs assujettissement à travers l'emploi de ces dernières. Cependant aucun individu ne marquant exactement les mêmes assujettissements personne n'emploie exactement la même praxéologie. La zone de rencontre en différentes praxéologies se nomme un écotone, dans une intention de normalisation l'institution a vocation à réduire cet écotone afin de ne permettre l'existence que d'une seule praxéologie. 
Enfin la théorie anthropologique du didactique replace le système didactique dans une échelle des co-détermination didactique. Cette échelle permet de replacer le système didactique et la praxéologie qui y est transmise dans un ensemble de lieux précis apportant chacun une somme de conditions et de contraintes particulières.

## Distinctions
Il est lauréat en 2009 du prix Hans-Freudenthal décerné par la Commission internationale de l’enseignement mathématique.
Il reçoit un doctorat honoris causa de l'université de Liège en Belgique le 16 octobre 2010, de l'université de Cordoba en Argentine le 28 novembre 2013 et de l'université de Santiago du Chili le 13 janvier 2020 .

## Publications choisies
- La Transposition didactique : Du savoir savant au savoir enseigné, Grenoble, La Pensée sauvage, 1991 (1re éd. 1985), 126 p. (ISBN 9782859190781)
- « Le passage de l'arithmétique à l'algébrique dans l'enseignement des mathématiques au collège : Première partie : l'évolution de la transposition didactique », Petit x, vol. 5,‎ 1985, p. 51-94 (lire en ligne)
- « Ostensifs et non-ostensifs dans l’activité mathématique (3 février 1994) », dans Conferenze e Seminari 1993-1994, Turin, Associazione Mathesis, 1994 (présentation en ligne, lire en ligne), p. 190-200
- « Organiser l’étude. 1. Structures & fonctions », dans Actes de la XIe école d’été de didactique des mathématiques (Corps, 21-30 août 2001), Grenoble, La Pensée Sauvage, 2002 (lire en ligne), p. 3-32.
- « Organiser l’étude : 3. Écologie & régulation », dans Actes de la XIe école d’été de didactique des mathématiques (Corps, 21-30 août 2001), Grenoble, La Pensée Sauvage, 2002 (lire en ligne), p. 41-56.
- « Organisation et techniques de formation des enseignants de mathématiques », dans Actes du XIIIe colloque CORFEM, 2006 (lire en ligne)
- avec Marianna Bosch et Josep Gascón, Estudiar matemáticas. El eslabón perdido entre la enseñanza y el aprendizaje, Barcelone, ICE/Horsori, coll. « Cuadernos de educación » (no 22), 1998 (ISBN 970-18-1739-7, lire en ligne)
- avec Michel Jullien, « Autour de l'enseignement de la géométrie », Petit x, vol. 27,‎ 1991, p. 41-76 (lire en ligne)